# Warhead
Warhead is een Duitse heavy metalband uit Osnabrück.

## Bezetting
Oprichters
- Peter Breitenbach (drums)
- Benjamin zur Heide (basgitaar, tot 2007)
- Björn Eilen (zang, gitaar, tot 2000)

Huidige bezetting
- Michael Müller (zang)
- Peter Breitenbach (drums)

Voormalige leden
- Florian Albers (gitaar, 2000–2004)
- Stefan Timm (basgitaar, 2007–2008)
- Matthias Köpke (zang, 2007–2008)
- Stefan Rolf (gitaar, 2005–2009)
- Phileas Holweck (basgitaar, 2009)

## Geschiedenis
Warhead werd opgericht in oktober 1993 door Peter Breitenbach (drums, ex-Grave Digger), Benjamin zur Heide (bas) en Björn Eilen (gitaar en zang). Muzikaal was het trio gebaseerd op metal en Bay Area Thrash uit de jaren 1980 onder invloed van bands als Metallica, Testament, Savatage, Metal Church en Slayer. In 1995 nam Warhead de eerste en enige demo op in de Crownhill Studio in Düsseldorf. Er werden meer dan 500 exemplaren verkocht via het postorderbedrijf EMP. In oktober 1996 werden de opnamen voor het debuutalbum Good Part for Each gemaakt in de opnamestudio van Lulis in Osnabrück, die later werden gemixt in de Crownhill Studio. Na het tekenen van een platencontract bij High Gain Records uit Leverkusen, werd het album in augustus 1997 uitgebracht. De band ging daarna op tournee met Grave Digger.
Na de beëindiging van het contract met High Gain Records nam Warhead in 1998 hun tweede album Perfect/Infect op in de Crownhill Studio. Na het einde van de opname speelde de band als voorprogramma van U.D.O. op de no-limit tournee in Duitsland en met uitstapjes naar Tsjechië en Oostenrijk. Eind 1998 tekende de band een nieuw platencontract bij Modern Music Records/Noise Records in Berlijn. In april 1999 werd het album Perfect/Infect wereldwijd uitgebracht. Op 10 januari 2000 speelde Warhead een concert in de Zeche Bochum met Grave Digger, dat live op internet werd uitgezonden door het tijdschrift Rock Hard. Een maand later verscheen het derde werk Beyond Recall bij Modern Music Records. Dit conceptalbum vertelt het verhaal van een ter dood veroordeelde man die wacht op executie in de dodencel. Het album is volgens de band in talloze interviews geïnspireerd op Tim Robbins filmdrama Dead man walking en de paperbackdocumentaire Life and Death on Death Row van de Zwitserse journaliste Margrit Sprecher.
Op verzoek van zanger en gitarist Björn Eilen breidde het trio uit met gitarist Florian Albers uit Münster. Vanaf dat moment concentreerde Eilen zich op het werken als zanger. In april 2000 voltooide de band hun eerste headliner-tournee. Kort daarna verliet Björn Eilen de band. In april 2001 bracht Warhead een live-opname uit van een concert van de 98 U.D.O.-tournee als Live in Munich (officiële bootleg), dat exclusief werd verspreid via zijn eigen website. In 2004 verliet Florian Albers de band opnieuw. In januari 2005 vond Warhead een nieuwe zanger met Michael Müller uit Dortmund en in juli 2005 met Stefan Rolf uit Kassel een nieuwe gitarist. Benjamin zur Heide verliet de band om professionele redenen en werd op bas vervangen door Stefan Timm. Op 20 juli 2007 werd het vierde studioalbum Captured uitgebracht. Voor het eerst was Peter Breitenbach primair verantwoordelijk voor de productie. Op enkele uitzonderingen na komt het liedmateriaal ook uit de pen van Breitenbach.
In december 2007 stond Warhead voor het eerst in zeven jaar weer op het podium. Naast enkele individuele concerten speelde de band in de aanloop naar Beatallica in Noord-Duitsland. Zanger Michael Müller kon om professionele redenen niet deelnemen. Matthias Köpke kwam tijdelijk bij de band als gastzanger. Müller keerde in juni 2008 terug naar de band. Ter gelegenheid van het 15-jarig jubileum van de band werd Hour of Death - Live 2000, een live-opname van de Beyond Recall-tournee, uitgebracht op 26 september 2008. De 15th Anniversary Show vond plaats op 3 oktober 2008 in het culturele en evenementencentrum Lagerhalle in Osnabrück. Het concert is opgenomen door een cameraploeg. Eind 2008 verliet de bassist Stefan Timm de band en werd in april 2009 vervangen door Phileas Holweck. Op 4 september 2009 bracht Warhead hun eerste dvd uit met de titel 15th Anniversary Double DVD. Ter gelegenheid van het uitbrengen begon de band aan een korte headliner tournee door Noord-Duitsland, waardoor de band aan het einde van het jaar door muzikale verschillen van hun bassist Phileas Holweck scheidde. De band is sinds begin 2010 inactief.

## Discografie
- 1995: Warhead (Demo)
- 1997: Good Part for Each
- 1999: Perfect/Infect
- 2000: Beyond Recall
- 2001: Live in München (officiële bootleg)
- 2007: Captured
- 2008: Hour of Death - Live 2000
- 2009: 15th Anniversary (dubbel-dvd)